# Regaliano
P.C. Regaliano (latino: P. C. Regalianus; ... – 260) è stato un usurpatore contro l'imperatore romano Gallieno.

## Biografia
La fonte principale per la vita di Regaliano è la poco affidabile Historia Augusta, che lo elenca fra i Trenta Tiranni. Altre fonti sono Eutropio, che lo chiama Trebelliano, ed Aurelio Vittore nell'Epitome, dove lo chiama Regillianus.
Secondo la Historia, Regaliano sarebbe disceso dalla famiglia del re dei Daci Decebalo; più sicura è la sua appartenenza all'ordine senatoriale, dato che sua (probabile) moglie Sulpicia Dryantilla era di alto lignaggio. Potrebbe essere identificato con quel Regilianus che militò nella legio II Adiutrix, posta a guardia del limes pannonicus della Pannonia inferiore. La sua carriera potrebbe essere progredita di grado soprattutto sotto Valeriano, come avvenne per altri suoi colleghi, come Claudio il Gotico, Ingenuo, Postumo, Macriano ed Aureolo.
(Historia Augusta, Triginta tyranni, 10.8.)
Il futuro imperatore Claudio il Gotico lo ringraziò, quando Regaliano era a capo dell'Illirico, per la riconquista di quella regione. In questa circostanza Regaliano potrebbe aver respinto orde di barbari presso Scupi, dove ottenne una brillante vittoria; questi eventi sarebbero avvenuti attorno al 258-259.
Dopo la sconfitta e cattura di Valeriano da parte dei Sasanidi, vi furono ondate di invasioni nei territori dell'Europa settentrionale; in reazione ad esse, le popolazioni affette da queste invasioni si scelsero dei capi che non fossero lontani come Gallieno, figlio e successore di Valeriano: questo diede origine a diverse rivolte, come quella di Ingenuo, sconfitto da Gallieno nel 260. La Historia riferisce che la rivolta di Regaliano fu una continuazione di quella di Ingenuo; che fu eletto perché il suo nome implicava una dignità regale.
(Historia Augusta, Triginta tyranni, 10.4.)
È noto che condusse numerose operazioni militari contro i Sarmati (quando era governatore di una delle due Mesie), ma alla fine su istigazione dei Roxolani, grazie anche al consenso dei suoi soldati e dei provinciali che temevano le reazioni di Gallieno, fu ucciso da un complotto dei propri uomini.

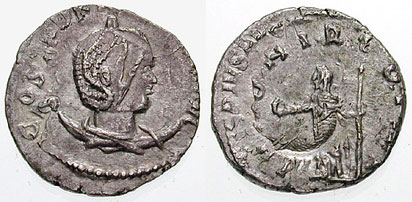
Antoniniano di Sulpicia Dryantilla Augusta. Le monete di Regaliano e di sua moglie furono coniate sopra monete di imperatori precedenti (questo è stato sopraimposto ad un antoniniano di Massimino il Trace), e provengono tutte dalla zecca di Carnuntum, in Pannonia.

Gli storici moderni ritengono che la situazione fosse più complessa di quanto descritto dalla Historia. L'evidenza numismatica suggerisce che la rivolta fosse centrata nella città di Carnuntum sull'alto corso del Danubio, e che fosse di breve durata ed estensione, includendo Vindobona. Secondo quanto ci racconta la Historia Augusta venne eletto dalle truppe di Mesia. La sua elezione venne forse fatta per colmare un vuoto causato dall'allontanamento di Gallieno, occupato a respingere gli Alemanni dall'Italia. Tentò di rafforzare la propria posizione iniziando una dinastia, ed elevò la moglie Sulpicia Dryantilla al rango di augusta, coniando delle monete in suo nome. Le monete di Regaliano e di sua moglie furono coniate sopra monete di imperatori precedenti del III secolo. La rivolta di Regaliano terminò in modo oscuro: forse il racconto della Historia è veritiero su questo argomento.
La morte di Regaliano lasciò parte delle province danubiane (sembra una delle due Mesie) senza protezione, in quanto Gallieno era lontano. Quando l'anno successivo giunse notizia della rivolta dei Macriani, queste province la sostennero, nella speranza di porre fine alle devastazioni delle tribù di oltre confine.